# Valeria muscosula
Valeria muscosula är en fjärilsart som beskrevs av Max Wilhelm Karl Draudt 1950. Valeria muscosula ingår i släktet Valeria och familjen nattflyn. Inga underarter finns listade i Catalogue of Life.